# Aeroporto de Santa Elena de Uairén
O Aeroporto Internacional de Santa Elena de Uairén (código IATA: SNV, código OACI: SVSE) é o terceiro aeroporto mais importante do estado Bolívar na Venezuela e localiza-se em Santa Elena de Uairén, no coração do município Grande Sabana, servindo a esta cidade e as comunidades indígenas e mineiras da zona. Mobiliza uma média mensal de 1.100 pessoas (12.180 anuais) em voos regionais comerciais e turísticos. Possui serviços comerciais básicos de banco, restaurante, centro de comunicações, venda de souvenirs, e recebe voos desde Cidade Guayana, Canaima, Cidade Bolívar e Caracas. Foi reinaugurado o 29 de abril de 2009.
A aeronave comercial de maior envergadura que pode operar neste aeroporto de Categoria Três (3) é o Boeing 727-200 ou modelos mais modernos e adequados ao fluxo de passageiros como o Bombardier CRJ700.